# صوفي رويس
صوفي رويس (بالألمانية: Sophie Rois)‏ (و. 1961 – م) هي ممثلة من النمسا. ولدت في لينتز.

## التعليم
تعلمت في University of Music and Performing Arts.

## روابط خارجية
- صوفي رويس على موقع IMDb (الإنجليزية)
- صوفي رويس على موقع مونزينجر (الألمانية)
- صوفي رويس على موقع قاعدة بيانات الأفلام العربية
- صوفي رويس على موقع ألو سيني (الفرنسية)
- صوفي رويس على موقع ميوزك برينز (الإنجليزية)
- صوفي رويس على موقع أول موفي (الإنجليزية)
- صوفي رويس على موقع قاعدة بيانات الأفلام السويدية (السويدية)
- صوفي رويس على موقع ديسكوغز (الإنجليزية)
- صوفي رويس على موقع قاعدة بيانات الفيلم (الإنجليزية)
- صوفي رويس على موقع كينوبويسك (الروسية)